# Arrenberg’sche Höfe

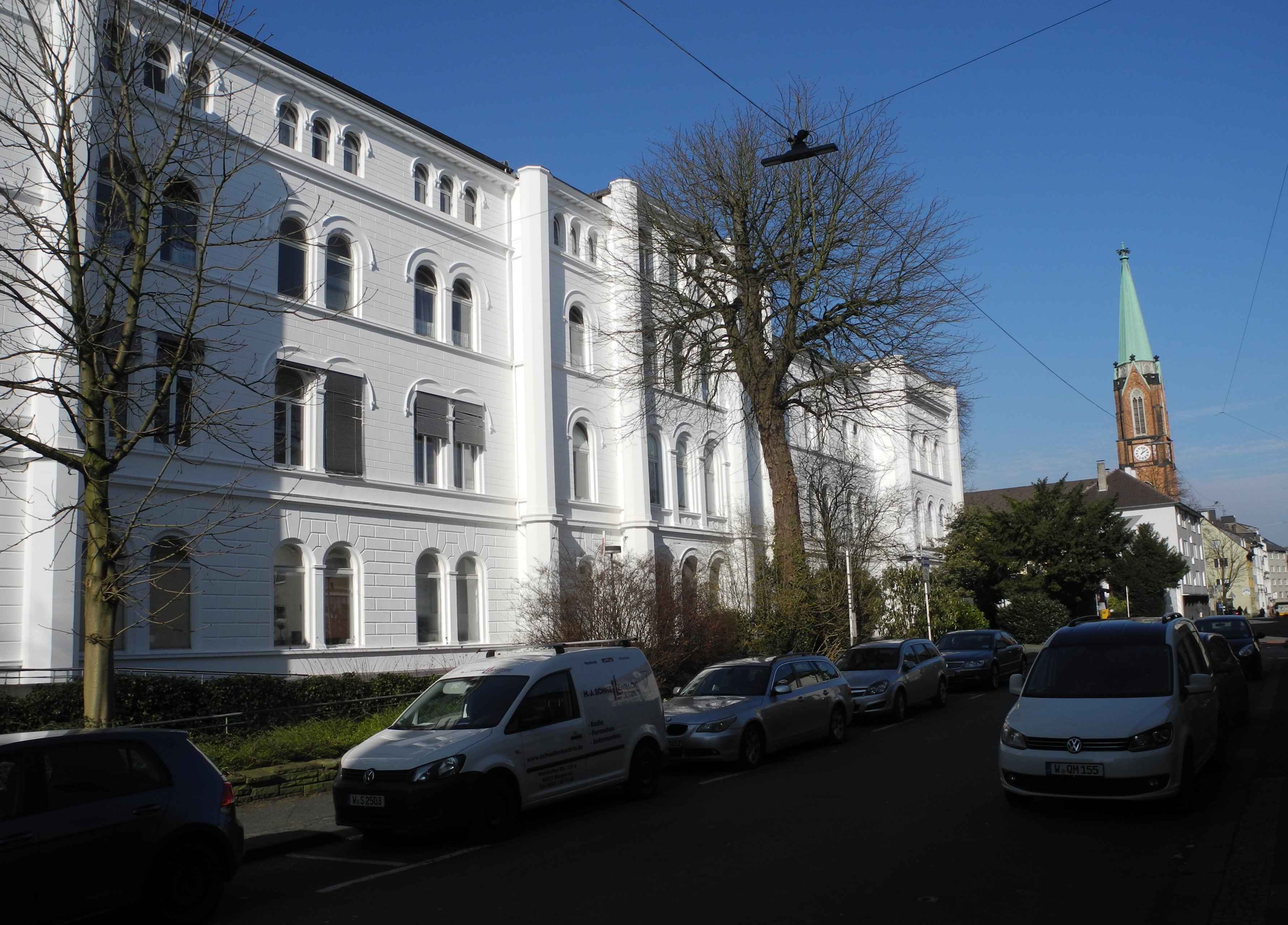
Das Haus Arrenberger Straße 20 Nr. 1 (1858–1863)

Die Arrenberg’schen Höfe sind eine zum Teil denkmalgeschützte Gebäudegruppe im Wuppertaler Stadtbezirk Elberfeld-West. Ursprünglich beherbergten die Häuser an Arrenberger, Senefelder- und Simonsstraße das Ferdinand-Sauerbruch-Klinikum (heute Helios Universitätsklinikum Wuppertal), inzwischen wurden sie zu einem Wohnquartier umgewandelt.

## Baubeschreibung
Die historischen Klinikgebäude befinden sich in einem Park mit altem Baumbestand und wechselnden Höhenniveaus. Bei den 1913 errichteten Klinikgebäuden handelt es sich um viergeschossige Häuser mit deutlichem Fassadenschmuck im Stil des Klassizismus.

## Baugeschichte
Wegen der ständigen Überbelegung der 1820 und 1825 gegründeten Krankenhäuser in Elberfeld, auch nachdem 1848 zusätzlich ein Privathaus angemietet worden war, beschloss die Stadt Elberfeld 1856 den Bau eines neuen Krankenhauses mit 250 Betten mit zugehöriger „Irrenanstalt“. 1857 erwarb die Stadt für 5000 Taler ein Grundstück am Arrenberger Weg für den Krankenhausbau. 1859 wurde der Grundstein gelegt, am 1. Dezember 1863 erfolgte die offizielle Eröffnung der „Städtischen Krankenanstalten“ der Stadt Elberfeld. Der Bau hatte statt der ursprünglich bewilligten 100.000 Taler 170.000 Taler gekostet. Wegen des weiter wachsenden Raumbedarfs wurde das Krankenhaus im Laufe des 19. Jahrhunderts stetig um weitere Gebäude ergänzt. 1909 kaufte die Stadt benachbarte Liegenschaften, um das Krankenhaus zu erweitern. Am 21. Februar 1913 wurden nach 22 Monaten Bauzeit drei Neubauten eingeweiht. Die Bettenzahl betrug zu diesem Zeitpunkt 752. Nach dem Ersten Weltkrieg entstanden zusätzliche Gebäude auf dem an die heutige Senefelder Straße angrenzenden Teil des Krankenhausgeländes. 1940 erhielt das Krankenhaus anlässlich des 65. Geburtstages von Ferdinand Sauerbruch den Namen „Ferdinand-Sauerbruch-Klinikum“. 1976 wurde das Klinikum mit den „Städtischen Krankenanstalten Barmen“ zum „Klinikum der Stadt Wuppertal“ zusammengefasst.
2004 kaufte der Klinik-Konzern Helios Kliniken der Stadt Wuppertal die Mehrheit der Anteile an der Klinik ab. An diesem Standort betrieb Helios jedoch nur die Herzklinik weiter. Mehrere vorhandene Gebäude wurden nicht mehr benötigt.
Als sich 2003 dieser Schritt abzeichnete, entwickelte die Arrenberger Projektentwicklungsfirma Küpper ein Konzept, das für diese Teile des Areals den Umbau zu Wohnungen und Dienstleistungsflächen vorsah. Dabei war die Einbindung in das umgebende, sozial schwierige Quartier Arrenberg ein wichtiger Gesichtspunkt. 2004 kaufte die Küpper-Tochtergesellschaft „Arrenberg Entwicklungs- und Investitions-GmbH“ die nicht mehr für die Klinik benötigten Flächen und Gebäude auf einem insgesamt rund 2,2 Hektar großen Grundstück. Während der folgenden rund zweijährigen Leerstandszeit erhielten Künstler die Möglichkeit zur vorübergehenden Nutzung der Häuser. Ohne größere Umbauten wurde ein Einzelhandelsmarkt in einer Halle auf dem Gelände angesiedelt.
2005 erhielt die neue Eigentümerin die Baugenehmigung für zwei Umnutzungsprojekte: die Umwandlung von Schwesternwohnheim und Ärztewohnungen zum Studentenwohnheim und den Umbau von drei weiteren Gebäuden zu hochwertigen Eigentumswohnungen für Kapitalanleger unter dem Vermarktungsnamen „Stadtresidenzen“. Finanzierungspartner der Eigentumswohnungen war das Leipziger Unternehmen Premium Estate Group. Die Stadtresidenzen wurden von 2006 bis 2011 fertiggestellt. Diese denkmalgeschützten Bauten befanden sich durch eingedrungene Nässe in einem schlechten Zustand und wurden entkernt. Die Haustechnik musste vollständig erneuert, in vielen Fällen tragende Bauteile durch Stahlträger verstärkt werden. Der Fassadenschmuck erhielt eine Sanierung, wobei unterschiedliche Auffassung von Bauherr und Denkmalschutzbehörden insbesondere über die Fenstergestaltung Verzögerungen des Projekts auslösten. Parallel erfolgte die Neugestaltung umliegender öffentlicher Plätze. Am Ende dieser Phase enthielten die „Stadtresidenzen“ 52 Wohnungen mit insgesamt rund 5200 Quadratmetern Wohnfläche, jeweils zwischen 47 und 167 Quadratmetern.
An den neuen Studentenwohnheimen waren keine Denkmal-Auflagen zu berücksichtigen. Da die Bausubstanz im Kern solide war, erfolgte dort nur eine umfassende Erneuerung der Haustechnik sowie eine energetische und allgemeine Modernisierung. Dort entstanden 118 Studentenwohnungen mit knapp 3600 Quadratmetern Wohnfläche, jeweils 18 bis 50 Quadratmeter groß und ergänzt durch Gemeinschaftsräume.
Die übrigen ehemaligen Klinikgebäude werden ohne größere Umbauten weiter als Büro- und Gewerbeflächen insbesondere für Nutzer aus der Medizin- und Gesundheitsbranche verwendet. Das gesamte Areal erhielt den Vermarktungsnamen „Arrenberg’sche Höfe.“ Die Umbaukosten für „Stadtresidenzen“ und Studentenwohnheime lagen bei rund 8,2 Millionen Euro.